# Паркін (Арканзас)
Паркін (англ. Parkin) — місто (англ. city) в США, в окрузі Кросс штату Арканзас. Населення — 794 особи (2020).

## Географія
Паркін розташований на висоті 63 метрів над рівнем моря за координатами 35°15′40″ пн. ш. 90°33′11″ зх. д. / 35.26111° пн. ш. 90.55306° зх. д. (35.261076, -90.553073).  За даними Бюро перепису населення США в 2010 році місто мало площу 6,58 км², з яких 6,58 км² — суходіл та 0,00 км² — водойми.
Місто розташоване на березі річки Сент-Френсіс.

## Демографія
Згідно з переписом 2010 року, у місті мешкало 1105 осіб у 453 домогосподарствах у складі 277 родин. Густота населення становила 168 осіб/км².  Було 560 помешкань (85/км²). 
Расовий склад населення:
| - 69,4 % — чорних або афроамериканців - 27,8 % — білих - 0,6 % — корінних американців |

До двох чи більше рас належало 1,4 %. Іспаномовні складали 1,1 % від усіх жителів.
За віковим діапазоном населення розподілялося таким чином: 24,9 % — особи молодші 18 років, 56,7 % — особи у віці 18—64 років, 18,4 % — особи у віці 65 років та старші. Медіана віку мешканця становила 44,3 року. На 100 осіб жіночої статі у місті припадало 87,0 чоловіків;  на 100 жінок у віці від 18 років та старших — 86,9 чоловіків також старших 18 років.
Середній дохід на одне домашнє господарство  становив 28 902 долари США (медіана — 18 563), а середній дохід на одну сім'ю — 40 412 долари (медіана — 28 500). За межею бідності перебувало 31,0 % осіб, у тому числі 44,8 % дітей у віці до 18 років та 29,9 % осіб у віці 65 років та старших.
Цивільне працевлаштоване населення становило 272 особи. Основні галузі зайнятості: освіта, охорона здоров'я та соціальна допомога — 23,2 %, виробництво — 19,9 %, роздрібна торгівля — 16,2 %.
За даними перепису населення 2000 року в Паркіні проживало 1602 особи, 404 родини, налічувалося 603 домашніх господарств і 657 житлових будинків. Середня густота населення становила близько 242,7 людини на один квадратний кілометр. Расовий склад Паркіна за даними перепису розподілився таким чином: 10,40 % білих, 88,54 % — чорних або афроамериканців, 0,44 % — корінних американців, 0,06 % — азіатів, 0,06 % — вихідців з тихоокеанських островів, 0,31 % — представників змішаних рас, 0,19 % — інших народів. Іспаномовні склали 0,69 % від усіх жителів міста.
Із 603 домашніх господарств в 30,0 % — виховували дітей віком до 18 років, 38,6 % представляли собою подружні пари, які спільно проживали, в 22,9 % сімей жінки проживали без чоловіків, 33,0 % не мали сімей. 30,0 % від загального числа сімей на момент перепису жили самостійно, при цьому 17,7 % склали самотні літні люди у віці 65 років та старше. Середній розмір домашнього господарства склав 2,66 особи, а середній розмір родини — 3,30 особи.
Населення міста за віковим діапазоном за даними перепису 2000 року розподілилося таким чином: 31,7 % — жителі молодше 18 років, 7,9 % — між 18 і 24 роками, 24,5 % — від 25 до 44 років, 19,4 % — від 45 до 64 років і 16,5 % — у віці 65 років та старше. Середній вік мешканця склав 34 роки. На кожні 100 жінок в Паркіні припадало 83,9 чоловіків, у віці від 18 років та старше — 79,1 чоловіків також старше 18 років.
Середній дохід на одне домашнє господарство в місті склав 18 669 доларів США, а середній дохід на одну сім'ю — 25 893 долара. При цьому чоловіки мали середній дохід в 22 667 доларів США на рік проти 16 413 доларів середньорічного доходу у жінок. Дохід на душу населення в місті склав 11 050 доларів на рік. 27,7 % від усього числа сімей в окрузі і 36,1 % від усієї чисельності населення перебувало на момент перепису населення за межею бідності, при цьому 48,7 % з них були молодші 18 років і 26,8 % — у віці 65 років та старше.